# Rheinskaja Gazeta
Rheinskaja Gazeta (russisch Рейнская Газета, zu Deutsch: Rheinische Zeitung) ist eine in Deutschland herausgegebene Wochenzeitung. Sie war zum Zeitpunkt des ersten Erscheinens am 5. März 2007 die erste russischsprachige Tageszeitung in Westeuropa.
Seit 2008 erscheint sie wöchentlich. Sie hat eine Startauflage von 17.000 Exemplaren und wird nur in Nordrhein-Westfalen vertrieben. Die Zeitung wird von der WAZ-Mediengruppe und der ReLine Intermedien und Verlags GmbH (Wochenzeitungen «Russkaja Germanija» / «Russkij Berlin», TV-Zeitschrift «7+7ja» und «Radio Russkij Berlin 97.2 FM») herausgegeben. Zielgruppe der Publikation sind in erster Linie die 750.000 Menschen in Nordrhein-Westfalen mit Russisch als Muttersprache. Der Preis der Zeitung im Einzelverkauf beträgt 60 Cent.
Mitherausgeber und Chefredakteur des aus 28 Mitarbeitern (davon 19 Redakteure) bestehenden Redaktionsteams ist Boris Feldmann, Chefredakteur der ebenfalls in Deutschland erscheinenden Wochenzeitschrift Russkaja Germanija.
Neben der Berichterstattung zu innerdeutschen Angelegenheiten und Regionalmeldungen aus NRW bilden auch Kurznachrichten sowie Reportagen aus der GUS, also den Herkunftsländern des Redaktionskollegiums, einen Schwerpunkt.